# Baghlan (province)
Pour les articles homonymes, voir Baghlân.

Districts de la province de Baghlan

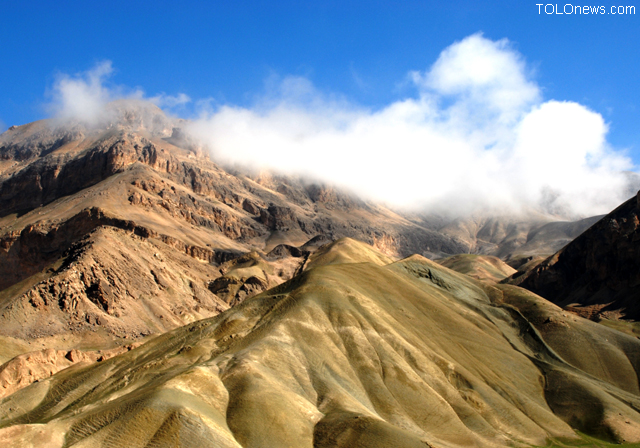

Baghlan ou Baghlân (en persan : بغلان) (autrefois Kataghan) est une province du nord de l'Afghanistan. Sa capitale est Pol-e Khomri, mais son nom est lié à la ville de Baghlan.
La ville de Baghlan fut fondée par les Kouchans qui l'appelèrent Bagolango.
La province est en grande partie constituée par le piémont nord de l'Hindou Kouch qui matérialise la totalité de sa frontière sud et sud-est. Les nombreux glaciers qui le surmontent ainsi que les neiges qui le recouvrent pendant de longs mois d'hiver sont à la base d'un grand nombre de cours d'eau qui tous confluent pour former l'importante rivière Kunduz, affluent de l'Amou-Daria.
Le gouverneur actuel est Mohammad Akbar Barekzai depuis le 3 decembre 2020.

## Districts
| Andarab         |
| Baghlan         |
| Baghlani Jadid  |
| Burka           |
| Dahana i Ghuri  |
| Dih Salah       |
| Duchi           |
| Farang wa Gharu |
| Guzargahi Nur   |
| Khinjan         |
| Khost wa Fereng |
| Jelga           |
| Nahrin          |
| Pol-e Hisar     |
| Pol-e Khumri    |
| Tala wa Barfak  |